# Campionat del món d'escacs de la joventut
El Campionat del món d'escacs de la joventut és una competició d'escacs per nois i noies per franges d'edat, de 8, 10, 12, 14, 16 i 18 anys, de manera que cada any es coronen dotze campions del món per edats.
El primer predecessor d'aquest campionat fou el Campionat Cadet. Va començar de manera no oficial el 1974 a França, per jugadors Sub-18. Les edicions de 1975 i de 1976 foren també per Sub-18. A l'edició de 1976 hi participaren jugadors molt joves com ara Garri Kaspàrov i Julian Hodgson (12+) però també jugadors amb una mica més de 18 anys, però amb menys de 19 com ara Louis Roos. El 1977 fou reconegut per la FIDE com a Campionat del Món de Cadets per jugadors Sub-17. El 1981 el límit d'edat fou reduït a Sub-16, aplicable al començament de l'any en què el campionat es jugava. Aquell fou també l'any en què es va disputar la primera edició femenina Sub-16.
El 1979, Any Internacional de l'Infant, es disputà la primera edició del Campionat del món Sub-14. Aquesta copa va tenir quatre edicions, 1979, 1980, 1981 i 1984. El 1985 el nivell Sub-14 fou inclosa dins la primera edició del Festival mundial d'escacs de la joventut per la pau. Subsegüentment, s'introduïren les categories Sub-10, Sub-12 i Sub-18. El 1987 el festival incloïa les seccions Sub-10, Sub-12, Sub-14, i Sub-18, mentre que la Sub-16 se celebrà separadament. No fou fins al 1989 que el festival va incloure totes cinc categories. Posteriorment, les Sub-16 i Sub-18 es disputaren de vegades separadament de les Sub-10, Sub-12, i Sub-14, com fou el cas dels anys 1990, 1991, 1995 i 1997. El 1997 el nom de la competició es va canviar al de Campionat del món d'escacs de la joventut (en anglès: World Youth Chess Championships). La categoria Sub-8 es disputà per primer cop el 2006.

## Guanyadors Sub-18

### Sub-18
| Any  | Lloc                         | Nois                                     | Noies                               |
| ---- | ---------------------------- | ---------------------------------------- | ----------------------------------- |
| 1987 | San Juan (Puerto Rico)       | Gustavo Hernandez (República Dominicana) | Hulda Figueroa (Puerto Rico)        |
| 1988 | Aguadilla (Puerto Rico)      | Michael Hennigan (Anglaterra)            | Amelia Hernández (Veneçuela)        |
| 1989 | Aguadilla (Puerto Rico)      | Vladímir Akopian (Unió Soviètica)        | Katrin Aladjova (Bulgària)          |
| 1990 | Singapore (Singapur)         | Serguei Tiviàkov (Rússia)                | Elena Luminita Radu-Cosma (Romania) |
| 1991 | Guarapuava (Brasil)          | Vladímir Kràmnik (Rússia)                | Natasa Strizak (Sèrbia)             |
| 1992 | Duisburg (Alemanya)          | Konstantín Sakàiev (Rússia)              | Ilaha Kadimova (Azerbaidjan)        |
| 1993 | Bratislava (Eslovàquia)      | Zoltán Almási (Hongria)                  | Ilaha Kadimova (Azerbaidjan)        |
| 1994 | Szeged (Hongria)             | Piotr Svídler (Rússia)                   | Inna Gaponenko (Ucraïna)            |
| 1995 | Guarapuava (Brasil)          | Robert Kempiński (Polònia)               | Corina Peptan (Romania)             |
| 1996 | Cala Galdana (Illes Balears) | Rafael Leitão (Brasil)                   | Marta Zielinska (Polònia)           |
| 1997 | Yerevan (Armènia)            | Ruslan Ponomariov (Ucraïna)              | Rusudan Goletiani (Geòrgia)         |
| 1998 | Orpesa (País Valencià)       | Nicholas Pert (Anglaterra)               | Ruth Sheldon (Anglaterra)           |
| 1999 | Orpesa (País Valencià)       | Dmitri Kókarev (Rússia)                  | Ramaswamy Aarthie (Índia)           |
| 2000 | Orpesa (País Valencià)       | Francisco Vallejo Pons (Illes Balears)   | Zeynab Mamedyarova (Azerbaidjan)    |
| 2001 | Orpesa (País Valencià)       | Dmitri Iakovenko (Rússia)                | Sopio Gvetadze (Geòrgia)            |
| 2002 | Heraklio (Grècia)            | Ferenc Berkes (Hongria)                  | Elisabeth Paehtz (Alemanya)         |
| 2003 | Halkidiki (Grècia)           | Xakhriar Mamediàrov (Azerbaidjan)        | Nana Dzagnidze (Geòrgia)            |
| 2004 | Heraklio (Grècia)            | Radosław Wojtaszek (Polònia)             | Jolanta Zawadzka (Polònia)          |
| 2005 | Belfort (França)[1]          | Ildar Khairullin (Rússia)                | Maka Purtseladze (Geòrgia)          |
| 2006 | Batumi (Geòrgia)             | Arik Braun (Alemanya)                    | Dronavalli Harika (Índia)           |
| 2007 | Kemer/Antalya (Turquia)      | Ivan Popov (Rússia)                      | Valentina Gúnina (Rússia)           |
| 2008 | Vũng Tàu (Vietnam)           | Ivan Šarić (Croàcia)                     | Valentina Golubenko (Croàcia)       |
| 2009 | Antalya (Turquia)            | Maksim Matlakov (Rússia)                 | Olga Girya (Rússia)                 |
| 2010 | Halkidiki (Grècia)           | Steven Zierk (Estats Units)              | Narmin Kazimova (Azerbaidjan)       |
| 2011 | Caldas Novas (Brasil)        | Samvel Ter Sahakyan (Armènia)            | Meri Arabidze (Geòrgia)             |
| 2012 | Maribor (Eslovènia)          | Dariusz Swiercz (Polònia)                | Aleksandra Goriàtxkina (Rússia)     |
| 2013 | Al-Ain (UAE)[2]              | Pouya Idani (Iran)                       | Lidia Tomnikova (Rússia)            |
| 2014 | Durban (Sud-àfrica)[3][4]    | Olexander Bortnyk (Ucraïna)              | Dinara Saduakassova (Kazakhstan)    |
| 2015 | Porto Carras (Grècia)        | Masoud Mosadeghpour (Iran)               | Mahalakshmi M (Índia)               |
| 2016 | Khanti-Mansisk (Rússia)      | Manuel Petrosyan (Armènia)               | Stavroula Tsolakidou (Grècia)       |
| 2017 | Montevideo (Uruguai)         | José Eduardo Martínez (Perú)             | Laura Unuk (Eslovènia)              |
| 2018 | Halkidiki (Grècia)           | Viktor Gažík (Eslovàquia)                | Polina Xuvàlova (Rússia)            |
| 2019 | Mumbai (Índia)               | Praggnanandhaa R (Índia)                 | Polina Xuvàlova (Rússia)            |
| 2020 | Online                       | Nihal Sarin (Índia)                      | Carissa Yip (Estats Units)          |
| 2021 | Online (world cup)           | GB Harshavardhan (Índia)                 | Govhar Beydullayeva (Azerbaidjan)   |
| 2021 | Online (super final)         | Nikolaos Spyropoulos (Grècia)            | Govhar Beydullayeva (Azerbaidjan)   |
| 2022 |                              |                                          |                                     |

## Guanyadors cadets i Sub-16

### Sub-18 Cadets no oficial
| Any  | Lloc                      | Nois                          |
| ---- | ------------------------- | ----------------------------- |
| 1974 | Pont St. Maxence (França) | Jonathan Mestel (Anglaterra)  |
| 1975 | Creil (França)            | David S. Goodman (Anglaterra) |
| 1976 | Wattignies (França)       | Nir Grinberg (Israel)         |

### Sub-17 Cadets oficial
| Any  | Lloc                         | Nois                               |
| ---- | ---------------------------- | ---------------------------------- |
| 1977 | Cagnes-sur-Mer (França)      | Jon Arnason (Islàndia)             |
| 1978 | Sas van Gent (Països Baixos) | Paul Motwani (Escòcia)             |
| 1979 | Belfort (França)             | Marcelo Javier Tempone (Argentina) |
| 1980 | Le Havre (França)            | Valeri Sàlov (Unió Soviètica)      |

### Sub-16
| Any     | Lloc                            | Nois                                    | Noies                               |
| ------- | ------------------------------- | --------------------------------------- | ----------------------------------- |
| 1981    | Embalse, Córdoba (Argentina)(†) | Stuart Conquest (Anglaterra)            | Susan Polgar (Hongria)              |
| 1982    | Guayaquil (Equador)             | Ievgueni Baréiev (Unió Soviètica)       | no se celebrà                       |
| 1983    | Bucaramanga (Colòmbia)          | Aleksei Dréiev (Unió Soviètica)         | no se celebrà                       |
| 1984    | Champigny-sur-Marne (França)    | Aleksei Dréiev (Unió Soviètica)         | Ildikó Mádl (Hongria)               |
| 1985    | Petah Tikva (Israel)            | Eduardo Rojas Sepulveda (Xile)          | Mirjana Marić (Iugoslàvia)          |
| 1986    | Rio Gallegos (Argentina)        | Vladímir Akopian (Unió Soviètica)       | Katrin Aladjova (Bulgària)          |
| 1987    | Innsbruck (Àustria)             | Hannes Stefansson (Islàndia)            | Alissa Gal·liàmova (Unió Soviètica) |
| 1988    | Timişoara (Romania)             | Aleksei Xírov (Unió Soviètica)          | Alissa Gal·liàmova (Unió Soviètica) |
| 1989    | Aguadilla (Puerto Rico)         | Serguei Tiviàkov (Unió Soviètica)       | Krystyna Dąbrowska (Polònia)        |
| 1990    | Singapore (Singapur)            | Konstantín Sakàiev (Unió Soviètica)     | Tea Lanchava (Geòrgia)              |
| 1991    | Guarapuava (Brasil)             | Dharshan Kumaran (Anglaterra)           | Nino Khurtsidze (Geòrgia)           |
| 1992    | Duisburg (Alemanya)             | Ronen Har-Zvi (Israel)                  | Almira Skripchenko (Moldàvia)       |
| 1993    | Bratislava (Eslovàquia)         | Dao Thien Hai (Vietnam)                 | Elina Danielian (Armènia)           |
| 1994    | Szeged (Hongria)                | Péter Lékó (Hongria)                    | Natàlia Júkova (Ucraïna)            |
| 1995    | Guarapuava (Brasil)             | Hrvoje Stević (Croàcia)                 | Rusudan Goletiani (Geòrgia)         |
| 1996    | Cala Galdana (Illes Balears)    | Alik Gershon (Israel)                   | Anna Zozulia (Ucraïna)              |
| 1997    | Yerevan (Armènia)               | Levente Vajda (Romania)                 | Xu Yuanyuan (Xina)                  |
| 1998    | Orpesa (País Valencià)          | Ibraghim Khamrakulov (Uzbekistan)       | Wang Yu (Xina)                      |
| 1999    | Orpesa (País Valencià)          | Leonid Kritz (Alemanya)                 | Sopiko Khukhashvili (Geòrgia)       |
| 2000    | Orpesa (País Valencià)          | Zviad Izoria (Geòrgia)                  | Sopiko Khukhashvili (Geòrgia)       |
| 2001    | Orpesa (País Valencià)          | Konstantine Shanava (Geòrgia)           | Nana Dzagnidze (Geòrgia)            |
| 2002    | Heraklio (Grècia)               | Levan Pantsulaia (Geòrgia)              | Tamara Chistiakova (Rússia)         |
| 2003    | Halkidiki (Grècia)              | Borki Predojević (Bòsnia i Hercegovina) | Polina Malysheva (Rússia)           |
| 2004    | Heraklio (Grècia)               | Maksim Rodshtein (Israel)               | Bela Khotenashvili (Geòrgia)        |
| 2005    | Belfort (França)[1]             | Alex Lenderman (Estats Units)           | Anna Muzitxuk (Eslovènia)           |
| 2006[5] | Batumi (Geòrgia)                | Jacek Tomczak (Polònia)                 | Sopiko Guramishvili (Geòrgia)       |
| 2007    | Kemer/Antalya (Turquia)         | Cristian Chirila Ioan (Romania)         | Keti Tsatsalashvili (Geòrgia)       |
| 2008    | Vũng Tàu (Vietnam)              | B Adhiban (Índia)                       | Nazi Paikidze (Geòrgia)             |
| 2009    | Antalya (Turquia)               | S.P. Sethuraman (Índia)                 | Deysi Cori (Perú)                   |
| 2010    | Halkidiki (Grècia)              | Kamil Dragun (Polònia)                  | Plantilla:Country data Belarús      |
| 2011    | Caldas Novas (Brasil)           | Jorge Cori (Perú)                       | Plantilla:Country data Belarús      |
| 2012    | Maribor (Eslovènia)             | Urii Eliseev (Rússia)                   | Anna Styazhkina (Rússia)            |
| 2013    | Al-Ain (UAE)[2]                 | Murali Karthikeyan (Índia)              | Tianlu Gu (Xina)                    |
| 2014    | Durban (Sud-àfrica)[3][4]       | Alan Pichot (Argentina)                 | Laura Unuk (Eslovènia)              |
| 2015    | Porto Carras (Grècia)           | Roven Vogel (Alemanya)                  | Stavroula Tsolakidou (Grècia)       |
| 2016    | Khanti-Mansisk (Rússia)         | Haik M. Martirosyan (Armènia)           | Hagawane Aakanksha (Índia)          |
| 2017    | Montevideo (Uruguai)            | Andrey Esipenko (Rússia)                | Annie Wang (Estats Units)           |
| 2018    | Halkidiki (Grècia)              | Shant Sargsyan (Armènia)                | Annmarie Muetsch (Alemanya)         |
| 2019    | Mumbai (Índia)                  | Rudik Makarian (Rússia)                 | Leya Garifullina (Rússia)           |
| 2020    | Online                          | Frederik Svane (Alemanya)               | Rakshitta Ravi (Índia)              |
| 2021    | Online (world cup)              | Christopher Yoo (Estats Units)          | Hung Nhung Nguyen (Vietnam)         |
| 2021    | Online (super final)            | Volodar Murzin (Rússia)                 | Xeniya Balabayeva (Kazakhstan)      |
| 2022    |                                 |                                         |                                     |
(†) El torneig femení es va celebrar separadament, a Westergate, Anglaterra.

## Guanyadors Sub-14

### Nois
| Any  | Lloc                        | Nois                                    |
| ---- | --------------------------- | --------------------------------------- |
| 1979 | Durango (Mèxic)             | Miroljub Lazic (Iugoslàvia)             |
| 1980 | Mazatlán (Mèxic)            | Julio Granda (Perú)                     |
| 1981 | Xalapa (Mèxic)              | Saeed Ahmed Saeed (Emirats Àrabs Units) |
| 1984 | Lomas de Zamora (Argentina) | Lluís Comas i Fabregó (Catalunya)       |

### Nois i noies
| Any  | Lloc                         | Nois                                | Noies                             |
| ---- | ---------------------------- | ----------------------------------- | --------------------------------- |
| 1985 | Lomas de Zamora (Argentina)  | Ilya Gurevich (Estats Units)        | Sandra Villegas (Argentina)       |
| 1986 | San Juan (Puerto Rico)       | Joël Lautier (França)               | Zsofia Polgar (Hongria)           |
| 1987 | San Juan (Puerto Rico)       | Miroslav Marković (Iugoslàvia)      | Cathy Haslinger (Anglaterra)      |
| 1988 | Timişoara (Romania)          | Eran Liss (Israel)                  | Tea Lanchava (Geòrgia)            |
| 1989 | Aguadilla (Puerto Rico)      | Vesselín Topàlov (Bulgària)         | Anna Segal (Unió Soviètica)       |
| 1990 | Fond du Lac (Estats Units)   | Judit Polgár (Hongria)              | Diana Darchia (Unió Soviètica)    |
| 1991 | Varsòvia (Polònia)           | Marcin Kamiński (Polònia)           | Corina Peptan (Romania)           |
| 1992 | Duisburg (Alemanya)          | Plantilla:Country data Belarús      | Elina Danielian (Armènia)         |
| 1993 | Bratislava (Eslovàquia)      | Vladímir Malàkhov (Rússia)          | Ruth Sheldon (Anglaterra)         |
| 1994 | Szeged (Hongria)             | Alik Gershon (Israel)               | Dorota Iwaniuk (Polònia)          |
| 1995 | São Lourenço (Brasil)        | Valeriane Gaprindashvili (Geòrgia)  | Xu Xuun Yuan (Xina)               |
| 1996 | Cala Galdana (Illes Balears) | Gabriel Sargissian (Armènia)        | Wang Yu (Xina)                    |
| 1997 | Canes (França)               | Sergey Grigoriants (Rússia)         | Ana Matnadze (Geòrgia)            |
| 1998 | Orpesa (País Valencià)       | Bu Xiangzhi (Xina)                  | Nadejda Kossíntseva (Rússia)      |
| 1999 | Orpesa (País Valencià)       | Zahar Efimenko (Ucraïna)            | Zhao Xue (Xina)                   |
| 2000 | Orpesa (País Valencià)       | Oleksandr Aresxenko (Ucraïna)       | Humpy Koneru (Índia)              |
| 2001 | Orpesa (País Valencià)       | Viktor Erdős (Hongria)              | Salome Melia (Geòrgia)            |
| 2002 | Heraklio (Grècia)            | Luka Lenič (Eslovènia)              | Laura Rogule (Letònia)            |
| 2003 | Halkidiki (Grècia)           | Plantilla:Country data Belarús      | Valentina Gúnina (Rússia)         |
| 2004 | Heraklio (Grècia)            | Ildar Khairullin (Rússia)           | Dronavalli Harika (Índia)         |
| 2005 | Belfort (França)[1]          | Le Quang Liem (Vietnam)             | Elena Tairova (Rússia)            |
| 2006 | Batumi (Geòrgia)             | Vasif Durarbeyli (Azerbaidjan)      | Klaudia Kulon (Polònia)           |
| 2007 | Kemer/Antalya (Turquia)      | Sanan Siuguírov (Rússia)            | Nazi Paikidze (Geòrgia)           |
| 2008 | Vũng Tàu (Vietnam)           | Santosh Gujrathi Vidit (Índia)      | Padmini Rout (Índia)              |
| 2009 | Antalya (Turquia)            | Jorge Cori Tello (Perú)             | Marsel Efroimski (Israel)         |
| 2010 | Halkidiki (Grècia)           | Kanan Izzat (Azerbaidjan)           | Dinara Saduakassova (Kazakhstan)  |
| 2011 | Caldas Novas (Brasil)        | Kirill Alekseenko (Rússia)          | Aleksandra Goriàtxkina (Rússia)   |
| 2012 | Maribor (Eslovènia)          | Kayden Troff (Estats Units)         | Mahalakshmi M (Índia)             |
| 2013 | Al-Ain (UAE)                 | Di Li (Xina)                        | Stavroula Tsolakidou (Grècia)     |
| 2014 | Durban (Sud-àfrica)[3][4]    | Liu Yan (Xina)                      | Qiyu Zhou (Canadà)                |
| 2015 | Porto Carras (Grècia)        | Shamsiddin Vokhidov (Uzbekistan)    | Vaishali R (Índia)                |
| 2016 | Khanti-Mansisk (Rússia)      | Semen Lomasov (Rússia)              | Zhu Jiner (Xina)                  |
| 2017 | Montevideo (Uruguai)         | Batsuren Dambasuren (Mongòlia)      | Jishitha D (Índia)                |
| 2018 | Halkidiki (Grècia)           | Pedro Antonio Ginés Esteo (Espanya) | Ning Kaiyu (Xina)                 |
| 2019 | Mumbai (Índia)               | Aydin Suleymanli (Azerbaidjan)      | Meruert Kamalidenova (Kazakhstan) |
| 2020 | Online                       | D Gukesh (Índia)                    | Eline Roebers (Netherlands)       |
| 2021 | Online (world cup)           | Ediz Gurel (Turquia)                | Zsoka Gaal (Hongria)              |
| 2021 | Online (super final)         |                                     |                                   |

## Guanyadors Sub-12
| Any     | Lloc                               | Nois                             | Noies                           |
| ------- | ---------------------------------- | -------------------------------- | ------------------------------- |
| 1986    | San Juan (Puerto Rico)             | Dharshan Kumaran (Anglaterra)    | ??                              |
| 1987    | San Juan (Puerto Rico)             | Hedinn Steingrimsson (Islàndia)  | Yvonne Krawiec (Estats Units)   |
| 1988    | Timişoara (Romania)                | Judit Polgár (Hongria)           | Zhu Chen (Xina)                 |
| 1989    | Aguadilla (Puerto Rico)            | Marcin Kamiński (Polònia)        | Diana Darchia (Unió Soviètica)  |
| 1990    | Fond du Lac (Estats Units)         | Borís Àvrukh (Unió Soviètica)    | Corina Peptan (Romania)         |
| 1991    | Varsòvia (Polònia)                 | Rafael Leitão (Brasil)           | Dalia Blimke (Polònia)          |
| 1992    | Duisburg (Alemanya)                | Giorgi Bakhtadze (Geòrgia)       | Iweta Radziewicz (Polònia)      |
| 1993    | Bratislava (Eslovàquia)            | Ievgueni Shaposhnikov (Rússia)   | Eugenia Chasovnikova (Rússia)   |
| 1994    | Szeged (Hongria)                   | Levon Aronian (Armènia)          | Nguyen Thi Dung (Vietnam)       |
| 1995    | São Lourenço (Brasil)              | Étienne Bacrot (França)          | Viktorija Čmilytė (Lituània)    |
| 1996    | Cala Galdana (Illes Balears)       | Kamil Mitoń (Polònia)            | Aleksandra Kosteniuk (Rússia)   |
| 1997    | Canes (França)                     | Aleksandr Riazàntsev (Rússia)    | Zhao Xue (Xina)                 |
| 1998    | Orpesa (País Valencià)             | Teimur Radjàbov (Azerbaidjan)    | Humpy Koneru (Índia)            |
| 1999    | Orpesa (País Valencià)             | Wang Yue (Xina)                  | Nana Dzagnidze (Geòrgia)        |
| 2000    | Orpesa (País Valencià)             | Deep Sengupta (Índia)            | Atousa Pourkashiyan (Iran)      |
| 2001    | Orpesa (País Valencià)             | Serguei Kariakin (Ucraïna)       | Shen Yang (Xina)                |
| 2002    | Heraklio (Grècia)                  | Ian Nepómniasxi (Rússia)         | Tan Zhongyi (Xina)              |
| 2003[6] | Halkidiki (Grècia)                 | Wei Chenpeng (Xina)              | Ding Yixin (Xina)               |
| 2004    | Heraklio (Grècia)                  | Zhao Nan (Xina)                  | Klaudia Kulon (Polònia)         |
| 2005    | Belfort (França)[1]                | Srinath Narayanan (Índia)        | Meri Arabidze (Geòrgia)         |
| 2006    | Batumi (Geòrgia)                   | Robert Aghasaryan (Armènia)      | Mariam Danelia (Geòrgia)        |
| 2007    | Kemer/Antalya (Turquia)            | Daniel Naroditsky (Estats Units) | Marsel Efroimski (Israel)       |
| 2008    | Vũng Tàu (Vietnam)                 | Sayantan Das (Índia)             | Zhai Mo (Xina)                  |
| 2009    | Antalya (Turquia)                  | Bobby Cheng (Austràlia)          | Sara Khadem (Iran)              |
| 2010    | Halkidiki (Grècia)                 | Wei Yi (Xina)                    | Iulija Osmak (Ucraïna)          |
| 2011    | Caldas Novas (Brasil)              | Murali Karthikeyan (Índia)       | Zhansaya Abdumalik (Kazakhstan) |
| 2012    | Maribor (Eslovènia)                | Samuel Sevian (Estats Units)     | Vaishali R (Índia)              |
| 2013    | Al-Ain (UAE)                       | Aram Hakobyan (Armènia)          | Shengxin Zhao (Xina)            |
| 2014    | Durban (Sud-àfrica)[3][4]          | Ann Khoi Nguyen (Vietnam)        | Yennifer Yu (Estats Units)      |
| 2015    | Porto Carras (Grècia)              | Mahammad Muradli (Azerbaidjan)   | Nurgyul Salimova (Bulgària)     |
| 2016    | Batum (Geòrgia)                    | Nikhil Kumar (Estats Units)      | Bibissara Assaubayeva (Rússia)  |
| 2017    | Poços de Caldas (Brasil)           | Tsay Vincent (Estats Units)      | Divya Deshmukh (Índia)          |
| 2018    | Santiago de Compostel·la (Espanya) | Gukesh D (Índia)                 | Savitha Shri B (Índia)          |
| 2019    | Weifang (Xina)                     | Zhou Liran (Estats Units)        | Galina Mikheeva (Rússia)        |
| 2020    | Online                             | Dimitar Mardov (Estats Units)    | Alice Lee (Estats Units)        |
| 2021    | Online (world cup)                 | Savva Vetokhin (Rússia)          | Alice Lee (Estats Units)        |
| 2021    | Online (super final)               |                                  |                                 |

## Guanyadors Sub-10
| Any  | Lloc                               | Nois                                                  | Noies                                    |
| ---- | ---------------------------------- | ----------------------------------------------------- | ---------------------------------------- |
| 1986 | San Juan (Puerto Rico)             | Jeff Sarwer (Canadà)                                  | Julia Sarwer (Canadà)                    |
| 1987 | San Juan (Puerto Rico)             | John Viloria (Estats Units)                           | Susan Urminska (Estats Units)            |
| 1988 | Timişoara (Romania)                | Horge Hasbun (Hondures) · John Viloria (Estats Units) | Corina Peptan (Romania)                  |
| 1989 | Aguadilla (Puerto Rico)            | Irwin Irnandi (Indonesia)                             | Antoaneta Stéfanova (Bulgària)           |
| 1990 | Fond du Lac (Estats Units)         | Nawrose Farh Nur (Estats Units)                       | Evelyn Moncayo Romero (Equador)          |
| 1991 | Varsòvia (Polònia)                 | Adrien Leroy (França)                                 | Carmen Voicu (Romania)                   |
| 1992 | Duisburg (Alemanya)                | Luke McShane (Anglaterra)                             | Parvana Ismaïlova (Azerbaidjan)          |
| 1993 | Bratislava (Eslovàquia)            | Étienne Bacrot (França)                               | Ana Matnadze (Geòrgia)                   |
| 1994 | Szeged (Hongria)                   | Sergey Grishchenko (Rússia)                           | Svetlana Cherednichenko (Ucraïna)        |
| 1995 | São Lourenço (Brasil)              | Borís Gratxev (Rússia)                                | Alina Motoc (Romania)                    |
| 1996 | Cala Galdana (Illes Balears)       | Pendyala Harikrishna (Índia)                          | Maria Kursova (Rússia)                   |
| 1997 | Canes (França)                     | Javad Alavi (Iran)                                    | Humpy Koneru (Índia)                     |
| 1998 | Orpesa (País Valencià)             | Ievgueni Romànov (Rússia)                             | Vera Nebolsina (Rússia)                  |
| 1999 | Orpesa (País Valencià)             | Dmitri Andreikin (Rússia)                             | Katerina Lahnó (Ucraïna)                 |
| 2000 | Orpesa (País Valencià)             | Nguyen Ngoc Truong Son (Vietnam)                      | Tan Zhongyi (Xina)                       |
| 2001 | Orpesa (País Valencià)             | Tamas Fodor (Hongria)                                 | Tan Zhongyi (Xina)                       |
| 2002 | Heraklio (Grècia)                  | Eltaj Safarli (Azerbaidjan)                           | Lara Stock (Croàcia)                     |
| 2003 | Halkidiki (Grècia)                 | Sanan Siuguírov (Rússia)                              | Hou Yifan (Xina)                         |
| 2004 | Heraklio (Grècia)                  | Yu Yangyi (Xina)                                      | Meri Arabidze (Geòrgia)                  |
| 2005 | Belfort (França)[1]                | Sahaj Grover (Índia)                                  | Wang Jue (Xina)                          |
| 2006 | Batumi (Geòrgia)                   | Koushik Girish (Índia)                                | Choletti Sahajasri (Índia)               |
| 2007 | Kemer/Antalya (Turquia)            | Wang Tong Sen (Xina)                                  | Anna Styazhkina (Rússia)                 |
| 2008 | Vũng Tàu (Vietnam)                 | Jan-Krzysztof Duda (Polònia)                          | Aleksandra Goriàtxkina (Rússia)          |
| 2009 | Antalya (Turquia)                  | Bai Jinshi (Xina)                                     | Gunay Mammadzada (Azerbaidjan)           |
| 2010 | Halkidiki (Grècia)                 | Jason Cao (Canadà)                                    | Davaademberel Nominerdene (Mongolia)     |
| 2011 | Caldas Novas (Brasil)              | Zhu Yi (Xina)                                         | Alexandra Obolentseva (Rússia)           |
| 2012 | Maribor (Eslovènia)                | Nguyen Anh Khoi (Vietnam)                             | Priyanka N (Índia)                       |
| 2013 | Al-Ain (UAE)                       | Awonder Liang (Estats Units)                          | Saina Salonika (Índia)                   |
| 2014 | Durban (Sud-àfrica)[3][4]          | Sarin Nihal (Índia)                                   | Deshmukh Diyva (Índia)                   |
| 2015 | Porto Carras (Grècia)              | Praggnanandhaa R (Índia)                              | Ravi Rakshitta (Índia)                   |
| 2016 | Batum (Geòrgia)                    | Ilya Makoveev (Rússia)                                | Rochelle Wu (Estats Units)               |
| 2017 | Poços de Caldas (Brasil)           | Zhou Liran (Estats Units)                             | Wei Yaqing (Xina)                        |
| 2018 | Santiago de Compostel·la (Espanya) | Jin Yueheng (Xina)                                    | Samantha Edithso (Indonesia)             |
| 2019 | Weifang (Xina)                     | Savva Vetokhin (Rússia)                               | Alice Lee (Estats Units)                 |
| 2020 | Online                             | Sina Movahed (Iran)                                   | Omya Vidyarthi (Estats Units)            |
| 2021 | Online (world cup)                 | Kaan Erdogmus Yagiz (Turquia)                         | Oshini Gunawardhana Divindya (Sri Lanka) |
| 2021 | Online (super final)               |                                                       |                                          |

## Guanyadors Sub-8
| Any  | Lloc                               | Nois                                  | Noies                              |
| ---- | ---------------------------------- | ------------------------------------- | ---------------------------------- |
| 2006 | Batum (Geòrgia)                    | Chennamsetti Mohineesh (Índia)        | Ivana Maria Furtado (Índia)        |
| 2007 | Kemer/Antalya (Turquia)            | Konstantin Savenkov (Rússia)          | Ivana Maria Furtado (Índia)        |
| 2008 | Vũng Tàu (Vietnam)                 | Tran Minh Thang (Vietnam)             | Zhansaya Abdumalik (Kazakhstan)    |
| 2009 | Antalya (Turquia)                  | Arian Gholami (Iran)                  | Chu Ruotong (Xina)                 |
| 2010 | Halkidiki (Grècia)                 | Gadimbayli Abdulla Azar (Azerbaidjan) | Li Yunshan (Xina)                  |
| 2011 | Caldas Novas (Brasil)              | Awonder Liang (Estats Units)          | Assaubayeva Bibissara (Kazakhstan) |
| 2012 | Maribor (Eslovènia)                | Nodirbek Abdusattorov (Uzbekistan)    | Motahare Asadi (Iran)              |
| 2013 | Al-Ain (UAE)                       | Praggnanandhaa R (Índia)              | Harmony Zhu (Canadà)               |
| 2014 | Durban (Sud-àfrica)[3][4]          | Ilya Makoveev (Rússia)                | Davaakhuu Munkhzul (Mongolia)      |
| 2015 | Porto Carras (Grècia)              | Subramaniyam H Bharath (Índia)        | Nguyen Le Cam Hien (Vietnam)       |
| 2016 | Batum (Geòrgia)                    | Shageldi Kurbandurdyew (Turkmenistan) | Aisha Zakirova (Kazakhstan)        |
| 2017 | Poços de Caldas (Brasil)           | Emrikian Aren C (Estats Units)        | Alserkal Rouda Essa (UAE)          |
| 2018 | Santiago de Compostel·la (Espanya) | Yuvraj Chennareddy (Estats Units)     | Zhao Yunqing (Xina)                |
| 2019 | Weifang (Xina)                     | Artem S. Lebedev (Rússia)             | Yuan Zhilin (Xina)                 |
| 2020 | No celebrat                        |                                       |                                    |
| 2021 | No celebrat                        |                                       |                                    |